# Лепа Брена
Фахрета Живојиновић (рођ. Јахић; Тузла, 20. октобар 1960), позната као Лепа Брена, југословенска је певачица, глумица и предузетница. Одрасла је у Брчком, док се 1980. године преселила у Београд где је започела каријеру. У почетку је певала као чланица музичке групе Лира-шоу, која 1981. потписује уговор с ПГП РТБ уз помоћ Милутина Поповића Захара, након чега мења име у Слатки грех. Наредне године група објављује свој дебитантски студијски албум Чачак, Чачак, док на предлог Милована Илића Минимакса усвајају назив Лепа Брена и Слатки грех.
Након великог успеха, група је 1982. наступила у филму Тесна кожа, а потом објавила други студијски албум — Миле воли диско. Године 1983. објављују макси-сингл Ситније, Циле, ситније с којим наступају на Југовизији, где се поново појављују 1986. године с песмом Мики, Мићо. Године 1984. Брена је глумила главну улогу у филму Нема проблема, који је освојио Оскар популарности за најбољи филм. Група се потом више окренула ка поп-фолк музици, те објавила албуме: Бато, бато (1984), Пиле моје (1984), Воли ме, воли (1986), Уске панталоне (1986), Хајде да се волимо (1987), Четири године (1989), Боли ме уво за све (1990) и Заљубишка (1991). Такође су глумили у филмској трилогији Хајде да се волимо (1987—1990). Године 1993. Брена је објавила свој први солистички албум Ја немам други дом, док су потом уследили: Казна божија (1994), Луда за тобом (1996), Уђи слободно (2008), Зачарани круг (2011), Изворне и новокомпоноване народне песме (2013) и Зар је важно да л’ се пева или пјева (2018). Године 2000. поново се састала са Слатким грехом, те објавили последњи заједнички албум — Помрачење сунца (2000)
Најпродаванији је женски извођач у бившој Југославији, те се сматра њеним симболом због чињенице да је била једна од најпопуларнијих музичара који су се појавили пре распада земље. За себе каже да је „југоносталгична” и изјашњава се као Југословенка. Заједно са својим пријатељем Сашом Поповићем и супругом Слободаном Живојиновићем, основала је Grand Production, највећу дискографску кућу на Балкану.

## Детињство, младост и образовање
Рођена је 20. октобра 1960. у бошњачкој породици у Тузли. Одрасла је у Брчком, а треће је и најмлађе дете медицинског техничара Абида и кројачице Ифете Јахић (рођ. Смајловић). Оба родитеља су јој пореклом из села у близини Сребреника — отац јој је рођен у Јежинцу, а по мајци је пореклом из Ћехаја. Има сестру Факету и брата Фарука. Почетком рата у Босни и Херцеговини 1992. године, Факета је емигрирала у Канаду где живи и данас.
Као млада је показала љубав према музици. Она би најпре слушала песме на грамофону, а потом окупљала породицу и певала оне које је научила. Била је несташно дете, па је тако у петом разреду основне школе по казни морала да пева на такмичењу „Млади градитељи”, где осваја прво место са песмом Кемала Монтена, Свирај још пријатељу мој. Завршила је Основну школу „Заим Мушановић”, где је била ђак генерације. Осим за музику, била је талентована и за спорт. Тренирала је кошарку у брчанском клубу Интерплет, где јој тренер и професор физичког васпитања Влада Бајер даје надимак Брена, док епитет „лепа” добија од новинара Милована Илића Минимакса.
Након успеха на „Младим градитељима”, Брену примећују чланови групе Yudexi и нуде јој да пева с њима. Један мали период провели су заједно, гостујући по домовима културе, игранкама и такмичењима, након чега су се разишли. Тада је научила да пева стране песме које је публика волела, иако је код куће певала искључиво севдалинке, које је волела њена мајка. Године 1979. завршава гимназију и сели се у Београд, где уписује туризам на Природно-математичком факултету Универзитета у Београду.
Гостујући у емисији хрватске телевизије у марту 2014. године, упитана је да ли се стиди што има муслиманско име, на шта је одговорила: „Зашто бих се стидела? Била сам и остала то што сам. И данас сам Фахрета. Поносна сам на своје родитеље и своје корене”.

## Каријера

### 1980—1983: Слатки грех и почетак каријере
Почетком 1980, са 19 година, почела је да пева са групом Лира-шоу након што је њихова певачица Спаса напустила групу јер њен супруг, боксер, није желео да му супруга буде певачица. Саша Поповић, фронтмен групе, у почетку се противио идеји да она постане нова певачица, али је касније променио мишљење. Бренин први наступ са Лира-шоуом десио се 6. априла 1980. године у хотелу Турист у Бачкој Паланци. Године 1981. мењају име у Слатки грех, док су 3. фебруара 1982. објавили свој први студијски албум, Чачак, Чачак. Већину песама сa албума је написао Милутин Поповић Захар, док им је менаџер био Владимир Цветковић.
Од почетка своје каријере, постала је најпопуларнија певачица бивше Југославије и најпродаванији женски извођач са више од 40 милиона продатих плоча. Исте године. Лепа Брена и Слатки грех су наступили у првом делу култне комедије Тесна кожа са популарним комичарем Николом Симићем и глумицом Ружицом Сокић, што им је подигло статус и донело им још већу славу. Поново су се удружили са текстописцем Милутином Поповићем Захаром на свом другом студијском албуму Миле воли диско, објављеном 18. новембра 1982. Поред насловне песме, албум је имао још неколико хит песама: Дуге ноге и Дама из Лондона.
Године 1983. Лепа Брена и Слатки грех прекидају сарадњу са Милутином Поповићем Захаром и Владимиром Цветковићем. Исте године учествовали су у Новом Саду на Југовизији, избору за Песму Евровизије, са песмом Ситније, Циле, ситније. Заједно са још једном песмом, објављен је ЕП Ситније, Циле, ситније. Њихов наступ на Југовизији изазвало је контроверзе, јер су међу конкуренцијом доминирали искључиво естрадни извођачи, а Лепа Брена је припадала сасвим другом музичком жанру, а то је фолк-поп који се тада називао „новокомпонована музика”. Иако се нису квалификовали за престижно европско такмичење, стекли су још већу популарност.

### 1984—1992:Бато, батоиХајде да се волимо
Године 1984. Лепа Брена и Слатки грех започињу сарадњу са новим менаџером и продуцентом, Раком Ђокићем. Исте године објавили су и свој трећи студијски албум, Бато, бато, те отворили Зимске олимпијске игре у Сарајеву. Нову провокативну слику пратио је и нови музички стил, другачији од оног који је неговао Поповић. Касније исте године одржали су концерт у суседној Румунији, на стадиону у Темишвару пред 65.000 гледалаца, што је у то време био међу најуспешнијим концертима једног југословенског музичара ван земље.
Њихова следећа три албума, Пиле моје (1985), Воли ме, воли и Уске панталоне (оба из 1986) довела су је до врха југословенске музичке сцене. Уз ове албуме, Брена је успоставила сарадњу са српском фолк звездом Мирославом Илићем и снимила заједнички ЕП Један дан живота на коме су биле четири песме, међу којима истоимени дует и песма Живела Југославија, која је добила помешане критике. Живела Југославија је била у складу са јединим Брениним званичним политичким ставом: бескомпромисном подршком уједињеној Југославији, чији је она постала симбол. Крајем 1986. постала је звезда београдског друштвеног џет-сета и најпопуларнија јавна личност у Југославији. Године 1986. поново су наступили на Југовизији у Приштини са песмом Мики, Мићо, где су заузели 10. место.
Менаџер Рака Ђокић дошао је на идеју да седми студијски албум Лепе Брене и Слатког греха прати филм у којем би она играла главну улогу. Ова идеја је успешно реализована 1987. године када је снимљен филм Хајде да се волимо. Филм носи исти наслов као и албум, док су у њему глумили једни од најпопуларнијих југословенских глумаца, међу којима су Драгомир Бојанић Гидра, Мима Караџић, Бата Живојиновић, Милан Штрљић итд. На премијери филма 24. октобра 1987. Брена је упознала свог будућег супруга, српску тениску звезду Слободана Живојиновића.
Након успеха првог филма, уследила су два наставка: Хајде да се волимо 2 (1989) и Хајде да се волимо 3 (1990), након чега је уследио студијски албум Боли ме уво за све, који садржи неколико хит-песама међу којима су: Чик погоди, Биће белаја и Тамба ламба. Њихов осми студијски албум Четири године објављен је 1. октобра 1989. године, а садржао је контроверзну песму Југословенка са црногорским певачем Даниелом Поповићем, хрватским певачем Владом Калембером и босанскохерцеговачким певачем Аленом Исламовићем.
Лепа Брена и Слатки грех одржали су више од 350 концерата годишње, а често би имали и два концерта у једном дану. Поставили су рекорд одржавши 31 концерт узастопно у Дому синдиката и 17 концерата узастопно у Сава центру. Брена је 24. јула 1990. слетела хеликоптером на Стадион Васил Левски у Софији, у Бугарској, те одржала концерт пред 90.000 људи. Док је у јулу 1990. боравила у Бугарској, срела се са бугарском пророчицом Бабом Вангом. Године 1991. Лепа Брена и Слатки грех су објавили свој претпоследњи заједнички албум, Заљубишка.

### 1993—1999:Ја немам други доми Гранд продукција
Децембра 1993, после двогодишње паузе, Брена је премијерно представила свој први соло албум Ја немам други дом, а 13. јуна 1994. одржала „концерт на киши” у београдском СРЦ Ташмајдан коме је присуствовало 35.000 људи. Након тога снимила је још два соло албума: Казна божија (1994) и Луда за тобом (1996).
Средином 1990-их имала је много популарних песама; Казна божија, Луда за тобом, Све ми добро иде осим љубави, Издајице, Мој се драги Енглез прави, И да одем иза леђа богу, Ја немам други дом, Два дана и Ти си мој грех, између осталих. Музички спот за Ти си мој грех имао је староегипатску тему, а Брена је обучена као фараон.
У децембру 1998. Брена је, заједно са пријатељем Сашом Поповићем и супругом Слободаном Живојиновићем, покренула Grand Production, која је убрзо постала највећа дискографска кућа на читавом Балкану.

### 2000—2017:Помрачење сунца, пауза и повратак
Након удаје 1991. године, када се накратко преселила у Сједињене Америчке Државе, прекинула је сарадњу са Слатким грехом. Међутим, 2000. године снимају још један заједнички албум Помрачење сунца, њихов последњи албум до данас. После осам година одсуства из музичког посла, вратила се објављивањем албума Уђи слободно (2008) и Зачарани круг (2011). Оба албума су остварила велики успех.
Почевши од 2012. почела је да снима сесије за два студијска албума. Први, Изворне и новокомпоноване народне песме, објављен је у децембру 2013. Албум је посветила болесној мајци Ифети, која јој је певала народне песме када је била дете. Ифета је преминула наредне године. Месец дана након објављивања албума, премијерно је извела још две песме: Љубав чувам за крај 28. децембра 2013. и Заљубљени верују у све 12. јануара 2014. године, чији је текст написао Хари Варешановић.
Брена је 19. децембра 2013. године, заједно са Драганом Мирковић, Северином, Јеленом Розгом, Харисом Џиновићем, Ацом Лукасом и Јеленом Карлеушом, гостовала на хуманитарном концерту Горана Бреговића у Олимпијској дворани Хуан Антонио Самаран у Сарајеву за Роме у Босни и Херцеговини. Брена је у Сарајево стигла два дана пре концерта како би са пријатељима уживала у граду. Потом је у интервјуу рекла: „Сарајево је много пропатило и преживео, заиста ми је драго када видим позитивне људе и срећу у овом граду”.
Године 2015. Брена и Стивен Сигал били су звезде прославе Нове године, манифестације која је одржана на Тргу Николе Пашића испред Народне скупштине Републике Србије, а присуствовало је 60.000 људи.

### 2018—данас:Зар је важно да л’ се пева или пјева
У децембру 2017. објавила је две песме: Зар је важно да л’ се пева или пјева и Болиш и не пролазиш као синглове с предстојећег осамнаестог студијског албума, који је објављен 1. марта 2018. под насловом Зар је важно да л’ се пева или пјева. Тада је такође започела светску турнеју како би прославила 35 година професионалне каријере. У децембру 2019. одржала је велики концерт у Загребу. Године 2022. добила је награду за национално-естрадног музичког уметника Србије.

## Приватни живот
Њено венчање са српском тениском звездом Слободаном Живојиновићем 7. децембра 1991. био је огроман медијски догађај широм бивше Југославије. Раскошна церемонија одржана је у београдском хотелу InterContinental. Интересовање за догађај био је толики да је Бренин менаџер Рака Ђокић објавио VHS снимак венчања. Прво дете Брене и Живојиновића, син по имену Стефан, рођен је у Њујорку 21. маја 1992. године. Њихов други син Виктор рођен је 30. марта 1998. године.
Брена је сломила ногу у несрећи на скијању у новембру 1992. године, те јој је требало шест месеци да се излечи. Њен менаџер и продуцент Рака Ђокић изненада је преминуо 30. октобра 1993. године.
Дана 23. новембра 2000. године, старијег сина Стефана су киднаповали припадници Земунског клана. Након што су платили откупнину од 2.500.000 немачких марака у готовини, он је пуштен на слободу, након што су га држали пет дана. Од 1980. године живи у Београду, док су јој синови студирали у Сједињеним Америчким Државама. У интервјуу из 2014. изјавила је да се још увек лечи од трауме која јој је остала од отмице сина.
После дебакла и породичне драме, поново је отишла на паузу, која је трајала осам година, живећи са породицом на релацији Београд—Мајами. Са супругом има дом у Коконат Крику на Флориди, где су живели током НАТО бомбардовања СР Југославије 1999. године, иако је посетила Југославију током бомбардовања и учествовала на једном од јавних концерата за подизање морала на Тргу Републике у Београду. Такође има стан у Монте Карлу на Азурној обали, те још једну градску кућу на острву Фишер, такође на Флориди. Брена и њен супруг су 2010. године купили вилу са пет спаваћих соба на једном од острва Мајамија, по цени од 1,6 милиона долара.
У октобру 2010. њен отац Абид Јахић тешко је повређен када га је аутобус ударио док је ходао Брчком. Превезен је у болницу у Тузли, где је преминуо 22. октобра 2010. када је имао 82 године. Сахрањен је три дана након смрти. Сахрани су присуствовале Брена, сестра, брат и мајка, као и остали чланови породице и грађани Брчког. Изјавила је да је месеце након очеве смрти сматрала емоционално најтежим периодом у свом животу. Њена мајка Ифета умрла је 21. новембра 2014. у 80. години. Сахрањена је у Брчком поред свог супруга.
Брена је хоспитализована 27. јула 2012. када се жалила на бол, те јој је дијагностикована венска тромбоза. У болници је остала три дана, а затим је пуштена. Сличан инцидент догодио се у октобру 2004. када јој је извађен крвни угрушак из руке. У августу 2012. била је принуђена да откаже три месеца заказаних концерата како би се изборила са даљим компликацијама са својом болешћу.
Поново је хоспитализована 25. јула 2014. док је била на одмору у хрватском одмаралишту Нови Винодолски где је пала низ степенице и сломила обе руке. Била је хоспитализована пет дана, те је провела месец дана опоравка у локалном хотелу. Дана 2. јануара 2015. поново пала низ степенице током породичног одмора на Златибору и повредила зглоб. За разлику од претходног инцидента, ова повреда није захтевала операцију. Међутим, остала је хоспитализована у Београду и одложила наступе у босанскохерцеговачким местима Живинице и Травник.

## Контроверзе
Крајем 1980-их и почетком 1990-их, етничке тензије које су почеле да расту у Југославији и на крају довеле до распада земље, учиниле су да Брена постане једна од главних мета таблоида у то време. Поједини Бошњаци су је сматрали као издајницу јер је била Бошњакиња која је певала и говорила екавским изговором и удала се за Србина Слободана Живојиновића. Неколико таблоида је тврдило да је прешла из ислама у православље, те да је променила име из Фахрета у Јелена. Она је оштро демантовала ове наводе. У Југославији су религије биле непопуларна тема. У том смислу, као југословенска икона, Брена никада није јавно говорила о својим верским убеђењима осим када је навела да је одрасла у породици сунита.
Бројни Бошњаци и Хрвати протестовали су 2009. године када је најавила концерт у Сарајеву за 30. мај и Загребу за 13. јун. Повод за протесте биле су фотографије наводно снимљене 1993. године током рата у Босни и Херцеговини на којима носи униформу Војске Републике Српске у опкољеном граду Брчком, у којем је одрасла. На сликама које је снимио и објавио један српски часопис, она се појављује како даје подршку српским војницима, који су у то време водили интензивне борбе против хрватских и бошњачких снага на посавском фронту. Због тога су хрватски и бошњачки демонстранти били љути, називајући је „издајницом” и „четникушом” (женска верзија четника). Концерти су се одвијали према распореду без инцидената, те је она потврдила да је униформа са сета спота из 1990. за песму Тамба ламба, који је сниман у зоолошком врту у Кенији за филм Хајде да се волимо 3.

## Дискографија

### Студијски албуми
- Чачак, Чачак (1982)
- Миле воли диско (1982)
- Бато, бато (1984)
- Пиле моје (1984)
- Воли ме, воли (1986)
- Уске панталоне (1986)
- Хајде да се волимо (1987)
- Четири године (1989)
- Боли ме уво за све (1990)
- Заљубишка (1991)
- Ја немам други дом (1993)
- Казна божија (1994)
- Луда за тобом (1996)
- Помрачење сунца (2000)
- Уђи слободно (2008)
- Зачарани круг (2011)
- Изворне и новокомпоноване народне песме (2013)
- Зар је важно да л’ се пева или пјева (2018)

### Компилације
- Лепа Брена и Слатки грех (1990)
- (2004)
- Lepa Brena: Hitovi — 6 CD-a (2016)

## Филмографија
- Тесна кожа (1982)
- Нема проблема (1984)
- Камионџије поново возе (1984)
- Хајде да се волимо (1987)
- Хајде да се волимо 2 (1989)
- Хајде да се волимо 3 (1990)
- Лепа Брена: Године Слатког греха (2018)
- Такси блуз (2019)

### Видеографија
| Спот                                 | Година | Режисер         |
| ------------------------------------ | ------ | --------------- |
| Ситније,Циле ситније                 | 1983   |                 |
| Дечко ми је школарац                 | 1984   |                 |
| Играј,Боро,моје оро                  | 1984   |                 |
| Епидемија љубави                     | 1984   |                 |
| Шеик                                 | 1985   |                 |
| Хајде да се волимо                   | 1987   |                 |
| Голубе                               | 1987   |                 |
| Сањам                                | 1987   |                 |
| Робиња                               | 1989   |                 |
| Ја припадам увек теби                | 1989   |                 |
| Југословенка                         | 1989   |                 |
| Имам песму да вам певам              | 1989   |                 |
| Пожели срећу другима                 | 1989   |                 |
| Четири године                        | 1989   |                 |
| Играј,драги                          | 1989   |                 |
| Јаблане                              | 1989   |                 |
| Let`s fall in love                   | 1989   |                 |
| Тамба,ламба                          | 1990   |                 |
| Ватра се диже                        | 1994   |                 |
| Биће белаја                          | 1990   |                 |
| Боли ме уво за све                   | 1990   |                 |
| Казни га боже                        | 1990   |                 |
| Љубавне игарије                      | 1991   |                 |
| Песма народна                        | 1991   |                 |
| Заљубишка                            | 1991   |                 |
| Ма где баш ти                        | 1994   |                 |
| Два дана                             | 1994   |                 |
| Мушкарци                             | 1994   |                 |
| И да одем иза леђа Богу              | 1994   |                 |
| Ти не знаш                           | 1994   |                 |
| Ја немам други дом                   | 1994   |                 |
| Мој се драги Енглез прави            | 1994   |                 |
| Нема лека апотека                    | 1994   |                 |
| Издајице                             | 1995   |                 |
| Шта ће ми живот                      | 1995   |                 |
| Коло,коло                            | 1995   |                 |
| Она или ја                           | 1995   |                 |
| Е,мој Мико                           | 1995   |                 |
| Казна Божија                         | 1995   |                 |
| Луда за тобом                        | 1996   | Дејан Милићевић |
| Ти си мој грех                       | 1996   | Дејан Милићевић |
| Такве и Бог чува                     | 1996   | Дејан Милићевић |
| Нисам ја мали                        | 1996   |                 |
| Све ми добро иде осим љубави         | 1996   | Дејан Милићевић |
| Љубав је                             | 1996   | Дејан Милићевић |
| Помрачење сунца                      | 2000   | Дејан Милићевић |
| Пази коме завидиш                    | 2008   | Visual Infinity |
| Стаклено звоно                       | 2011   | Дејан Милићевић |
| Метак са посветом                    | 2011   | Дејан Милићевић |
| Не бих ја била ја                    | 2011   | Дејан Милићевић |
| Бриши ме                             | 2011   | Дејан Милићевић |
| Бибер                                | 2011   | Дејан Милићевић |
| Уради то                             | 2011   | Дејан Милићевић |
| Уђи слободно                         | 2012   | Дејан Милићевић |
| Љубав нова                           | 2015   | Toxic           |
| Жали боже                            | 2016   | Toxic           |
| Царица                               | 2016   | Toxic           |
| Зар је важно да л' се пева или пјева | 2017   | Харис Дубица    |
| Болиш и не пролазиш                  | 2017   | Харис Дубица    |
| Као нова                             | 2018   | Харис Дубица    |
| Срећна жена                          | 2018   | Харис Дубица    |
| А како ћу ја                         | 2018   | Харис Дубица    |
| Одисеја љубави                       | 2019   | Игор Кушић      |
| Добра сам ти била                    | 2024   | Петар Пасић     |